# Quannum Projects
Quannum Projects (también conocido como Quannum MC's) es un colectivo hip hop basado en la zona de la Bahía de San Francisco. Aunque fue fundado en 1996, el colectivo ha estado activo desde 1992 bajo el nombre de Solesides.

## Artistas
- Apsci (Dana Diaz-Tutaan & Raphael LaMotta)
- Blackalicious (Gift of Gab & Chief Xcel - Sacramento, California)
- Curumin (Luciano Nakata Albuquerque - Brasil)
- General Elektriks (Hervé Salters - París, Francia)
- Tommy Guerrero (San Francisco, California)
- Honeycut (San Francisco, California)
- Lateef and the Chief (Lateef & Chief Xcel - Oakland, California)
- Latyrx (Lateef & Lyrics Born - Oakland, California)
- Lifesavas (Jumbo, Vursatyl, Rev. Shines - Portland, Oregón)
- Lyrics Born (Berkeley, California)
- Pigeon John (Hawthorne, California)
- Poets of Rhythm (Whitefield Brothers & Boris Borale - Múnich, Alemania)
- DJ Shadow (Joshua Davis - Mill Valley, California)
- Joyo Velarde (Berkeley, California)

- Datos: Q2917738